# خربة سعسع (حيفا)
خربة سعسع إحدى قُرى فلسطين المهجرة قبل حرب 1948.

## نبذة تاريخية وجغرافية
تقع خربة سعسع إلى الجنوب من شفا عمرو، وإلى الشرق من حيفا وتبعد 15 كم وترتفع 50 م عن مستوى سطح البحر. وتقوم على بقعة (كفار ساساي) الرومانية. كان عدد سكانها عام 1945 حوالي (130) نسمة، من عائلات القرية عائلة ابو خزنة التي يسكن بعض ابنائها اليوم في عكا وشفا عمرو وعائلة أبو العردات التي كان يسكن بعض أبنائها في وادي النسناس في مدينة حيفا وعائلة الشلبي، وقد قامت المنظمات الصهيونية المسلحة بهدم القرية وتشريد أهلها عام 1948 البالغ عددهم حوالي (151) نسمة وكان ذلك في 28-4-1948 وتحتوي الخربة على أساسات ومدافن منقورة في الصخر وصهاريج ومغر ويقع في ظاهرها الجنوبي (خبة جيباتا) وتضم تل أنقاض وحجارة مبعثرة وجدران متهدمة. دمجت الخربة ضمن أراضي شفا عمرو.

## خربة سعسع قبل سنة 1948
كانت القرية مبنية على هضبة مستديرة قليلة الارتفاع، تشرف على الطرف الشرقي لسهل حيفا . ولمّا كان العلماء يعتبرون أن هذا هو موقع كفار ساساي (Kefar Sasai) الروماني، فمن المرجح أن جزءاً على الأقل من الآثار الظاهرة في خربة سعسع يعود تاريخه إلى القرون الميلادية الأولى. ومن المعروف أن كفار ساساي كان قرية قريبة من التخوم القديمة لبتوليمايس (Ptolemais) (عكا)، وسفّوريس (Sepphoris) (صفورية، لاحقاً، في قضاء الناصرة). وقد صُنّفت خربة سعسع مزرعةً في ((معجم فلسطين الجغرافي المفهرس)) (Palestine Index Gazetteer)، في فترة الانتداب. وتشتمل الآثار الباقية في الموقع على أُسس أبنية دارسة، وقبور منقورة في الصخر، وصهاريج، وكهوف. وإلى الجنوب من القرية تقع خربة جبياثا؛ وهي تل أثري تبرز منه أجزاء سور. 

## احتلالها وتهجير سكانها
كانت خربة سعسع تقع في منطقة تم احتلال بعض قراها في الأسابيع الأولى من الحرب. إلا أن الاستيلاء على معظم القرى المجاورة تم بعد سقوط حيفا، في الأسبوع الأخير من نيسان/ أبريل 1948. ولئن ظلّت القرية غير محتلة حتى آخر نيسان/ أبريل، فمن المرجح أن تكون احتلّت وقت سعت وحدات الهاغاناه لإحكام قبضتها على حيفا. 

## المستعمرات الإسرائيلية على أراضي القرية
لا مستعمرات إسرائيلية على أراضي القرية، التي دُمجت في أراضي بلدة شفا عمرو العربية. 

## القرية اليوم
تُشاهد أشجار التين ونبات الصبّار مبعثرة في أنحاء الموقع كما يشاهد بعض الحيطان الحجرية المنهارة جزئياً، وفي أحدها بوابة كبيرة مقوسة، وتُستعمل الأراضي المحيطة مرعى للمواشي.

## وصلات خارجية
- موقع فلسطين في الذاكرة نسخة محفوظة 27 مارس 2019 على موقع واي باك مشين.